# Xã Plymouth, Quận Russell, Kansas
Xã Plymouth (tiếng Anh: Plymouth Township) là một xã thuộc quận Russell, tiểu bang Kansas, Hoa Kỳ. Năm 2010, dân số của xã này là 280 người.